# Cuadrilátero de Lambert

Un cuadrilátero de Lambert

En geometría, un cuadrilátero de Lambert , denominado así por Johann Heinrich Lambert, es un cuadrilátero con tres de sus ángulos rectos. Históricamente, el cuarto ángulo de un cuadrilátero de Lambert era de interés considerable porque si se podía demostrar que debía ser un ángulo recto, entonces el postulado de las paralelas euclidiano podría ser probado como teorema. Actualmente se sabe que el valor del cuarto ángulo depende de la geometría del espacio en el que se defina el cuadrilátero. En geometría hiperbólica el cuarto ángulo es agudo, en geometría euclidiana  es un ángulo recto  y en geometría elíptica es un ángulo obtuso.
Un cuadrilátero de Lambert puede ser construido a partir de un cuadrilátero de Saccheri,  uniendo los puntos medios de la base y del lado superior del citado cuadrilátero de Saccheri. Este segmento es perpendicular a ambos (la base y el lado superior). La mitad de un cuadrilátero de Saccheri también es un cuadrilátero de Lambert.

## Ejemplos
| Simetría 3222 con ángulo de 60 grados en una de sus esquinas. | Simetría 4222 con ángulo de 45 grados en una de sus esquinas. | El cuadrilátero de Lambert delimitador tiene 3 ángulos rectos, y un ángulo de 0 grados con un vértice ideal en el infinito, definiendo una simetría orbifold ∞222. |